# 자기주장훈련
자기주장(Assertiveness), 자기주장훈련(Assertiveness training) 또는 자기표현•의견표명•의사표현(assertion)은 올바른 관점 혹은 관련 진술을 방어하기 위하여 공격성을 보이지 않고 자기확신(self-assurance)과 자신감(confidence) 성향을 말한다. 심리학과 심리치료 분야에서 자기주장은 학습할 수 있는 스킬이자 의사소통의 양식이다. 『돌랜드 의학 사전(Dorland's Medical Dictionary)』에서 자기주장은 다음과 같이 정의하고 있다.
"증명할 필요 없는 진술의 자신감 있는 주장이나 확언을 특성으로 하는 행동의 한 형태, 타인의 권리를 공격적으로 위협하거나(지배 위치 확보) 순종적으로 타인이 자신의 권리나 관점을 무시하거나 거절하는 것을 허락하지 않고 개인의 권리나 관점을 단언하는 것이다."
자기주장은 가르칠 수 있는 의사소통 스킬이자 효과적으로 학습할 수 있는 자기주장 의사소통의 스킬이다.
자기주장은 개인이 자신의 관점을 방어하거나 잘못된 정보에 근거하더라도 자신의 이야기를 자신감 있게 말하는 비판적 사고의 방식이다. 게다가 자기주장 성향의 사람들은 노골적으로 말할 수 있고, 정보를 분석하며, 실물이나 상세 정보 혹은 근거가 없는 정보 영역을 지적한다. 따라서 자기주장은 창조적 사고와 효과적 의사소통을 지지한다고 할 수 있다.
그러나 20세기 후반이 되면서, 자기주장은 점차 많은 자기 개발, 행동치료, 인지행동치료 전문가나 치료사들이 가르치는 행동 스킬로 지목되었다. 그러나 현재 자기주장은 자존감(self-esteem)과 관련되기도 한다. 이러한 용어와 개념은 로버트 이팅(Robert Eating)의 Your Perfect Right: A Guide to Assertive Behavior (1970) 등의 책에서 일반 대중에게 알려졌다.

## 훈련
1958년 신경증 치료에 관한 자신의 책에서 조셉 울프(Joseph Wolpe)는 처음으로 "상호억제(reciprocal inhibition)"의 수단으로서 자기주장훈련 사용을 탐색하였다. 이후 이는 행동 치료(behavior therapy)에서 개입 수단으로서 흔히 사용되어 왔다. 자기주장훈련은 1961년 심리학자 앤드류 솔터(Andrew Salter)가 소개하고 조셉 울프가 대중화하였다. 울프는 사람은 동시에 자기주장을 하거나 불안을 느낄 수 없으며, 따라서 자기주장을 하는 것은 불안을 억제한다고 주장하였다. 자기주장훈련의 목적은 다음과 같다.
- 개인의 권리 인식 증가
- 비자기주장과 자기주장의 구분
- 수동적 공격성(passive–aggressiveness)과 공격성(aggressiveness)의 구분
- 언어적 자기주장 스킬과 비언어적 자기주장 스킬 학습

따라서 의사소통 유형과 전략으로서 자기주장훈련은 공격성과 수동성(passivity)을 모두 구분한다. 사람이 자신과 타인의 개인 바운더리(personal boundary)를 다루는 것은 이 세 가지 요소의 구분을 돕는다. 수동적 의사소통을 하는 사람은 사회적 갈등을 두려워하기에 타인에게 영향을 끼치려 하지 않는다. 이 두려움 때문에 수동적 의사소통 성향의 사람은 개인의 바운더리나 생각을 방어하지 않으며, 따라서 공격적 성향의 사람에게 자신을 학대하거나 심리조종을 하게 한다. 게다가, 이들은 이러한 지배가 일어나도록 허용하기 때문에 분노와 같은 부정적 느낌을 억누르기도 한다. 공격적 성향의 사람은 타인의 개인 바운더리를 존중하지 않으며 따라서 당혹감(embarrassment)이라는 형태를 취하는 개인적 공격을 통하여 타인에게 영향을 끼치는 식으로 타인을 해하려 한다. 사람은 비공격적인 방식 혹은 때로는 자신의 주장이 타인에게 영향을 끼치려는 노력으로서, 자신의 생각이나 느낌을 명확하게 진술하여 자기주장을 한다. 다른 개인 혹은 복수의 사람의 개인 바운더리를 존경하는 방식으로 그렇게 하는 것은 부정적인 갈등을 피한다. 또한 자기주장 성향의 사람은 공격적 성향의 사람을 대상으로 자신을 방어하려 하기도 한다.

## 의사소통
자기주장 의사소통은 자기와 타인의 바운더리를 존중하는 것이다. 또한 협력을 통하여 필요와 욕구를 충족하는데 관심을 전제로 한다.
교과서 Cognitive Behavior Therapy (2008)에 의하면, "개인적 의견, 욕구, 바운더리의 자기주장 의사소통은 ... 무효과적 수동적 공격적 반응 사이에 위치한 행동상의 중간 지대로 개념화된다." 이러한 의사소통은 "솔직 담백하게 느낌을 표현하는 것들 강조하지만, 공격성으로 말려들어가지는 않는 방식으로 한다."
타인의 행동이 한 개인의 바운더리를 위협하면 "자기주장 의사소통(assertive communication)"을 사용할 수 있으며, 이를 통해 위협이 확대되는 것을 막는다.
반대로, "공격적 의사소통(aggressive communication)"은 판단하고, 위협하며, 거짓말을 하고, 자신감을 깨며, 의사를 거부하고, 타인의 바운더리를 침범한다.
이와 상극에 있는 것은 "수동적 의사소통(passive communication)"이다. 피해자는 타인이 자신의 바운더리를 침범하도록 수동적으로 허용할 것이다. 나중에 이들은 유죄불벌(impunity) 혹은 정당한 분개(righteous indignation)라는 의미로 돌아와 공격한다.
자기주장 의사소통은 모든 당사자의 공통 관심사에 호소함으로써 이러한 극단적인 것들을 뛰어넘으려 한다. 그것은 "사람이 아닌 문제에 주목한다(focuses on the issue, not the person)". 반면, 공격적 혹은 수동적 의사소통은 관계의 종지부를 찍고, 자기존중감(self-respect)을 줄인다.

## 특성
자기주장 성향 사람들은 다음 특성을 갖는다.
- 이들은 자신의 느낌, 사고, 욕망을 표현하는데 자유롭다.
- 이들은 "또한 타인과의 편안한 관계를 열고 유지하는 능력도 있다.(also able to initiate and maintain comfortable relationships with [other] people)"[14]
- 이들은 자신의 권리를 알고 있다.
- 이들은 자신의 분노를 통제한다. 이는 이들이 자신의 느낌을 억제한다는 것은 아니다. 이는 이들이 자신의 분노를 통제하고 합리적 방식으로 분노를 이야기한다는 것을 말한다.
- "자기주장 성향 사람은 자신의 방식만을 항상 바라는 것이 아니라 타인과 타협하는 의지가 있으며, 좋은 자존감을 띠는 경향이 있다.(Assertive people ... are willing to compromise with others, rather than always wanting their own way ... and tend to have good self-esteem)".[15]

## 기법
자기주장 기법은 매우 광범위하다. 1975년 자신의 저서 When I Say No, I Feel Guilty에서 마누엘 스미스(Manuel Smith)는 다음과 같은 행동을 제안하였다.

### 깨진 레코드판
깨진 레코드판 기법(broken record technique)은 당신이 저항에 마주할 때마다 오로지 당신의 요청이나 거절을 반복하는 것으로 구성된다. 이 용어는 '레코드판(vinyl record)'에서 유래되었다. 즉 레코드 표면에 흔하게 상처가 났을 때 레코드 플레이어 바늘을 기록된 것의 같은 초만큼 무한하게 옮겨놓는 것이다. "깨진 레코드판에서 이러한 접근법의 핵심은 반복이다. ... 당신의 파트너는 답으로 '아니오'라고 하지 않을 것이다."
이 기법의 단점은 저항이 지속될 경우, 요청은 반복할 때마다 그 힘을 잃는다는 것이다. 요청이 너무 자주 이뤄지면 말의 권위를 잃는 역효과를 낳는다. 이 경우 제재를 가할 필요가 있다.

### 연무
연무(fogging)는 적대자가 말하고 있는 것에 동의하는 제한된 사실을 찾는 것으로 구성된다. 특히, '일부 동의(agree in part)' 혹은 '원칙적 동의(agree in principle)'를 할 수 있다.

### 부정적 요청
부정적 요청(negative inquiry)은 더 자세하고 특정한 비난을 요청하는 것으로 구성된다.

### 부정적 주장
부정적  주장(negative assertion)은 요구를 누그러뜨리는 것 없이 비난에 동의하는 것이다.

### 나 진술
나 진술(I-statement) 기법은 타인을 판단하거나 자신의 느낌이 발생한 책임을 타인에게 전가하는 것 없이 개인적 지위에서 자신의 느낌이나 희망을 목소리 내는 것으로 사용될 수 있다.

## 적용
일부 연구는 자기주장훈련을 알코올 사용 장애 예방의 도구로 지정하였다. 자기주장과 사회 기술(social skill)을 포함한 일반적인 심리학적 기술은 몇몇 연구적 지지를 통하여 다양한 장애에 대한 개입 도구로 상정되어 왔다.
젠더 이론(gender theory)과 연결지어, "데보라 테넌(Deborah Tannen)은 남녀 모두 타인의 유형을 사용하는 것을 배우는데 이익을 얻는다. ... 그래서 여성은 남성이 민감성 훈련에서 이익을 얻는 것처럼 자기주장 훈련에서 이익을 얻는다고 주장한다(Tannen argues that men and women would both benefit from learning to use the others' style. ... So, women would benefit from assertiveness training just as men might benefit from sensitivity training)".
언어 되살리기(language revitalization)에 관하여, 그리고 수동적 이중언어(passive bilingualism) 현상을 피하고자, 자기주장은 소수집단화 언어(minoritized language) 사용자에게 논증적인 자산이 되어 왔다. 일례로, 모르는 사람과 대화하거나 처음 만났을 때 무의식적으로 스페인어로 바꾸어 사용하지 않는 것의 중요성에 대한 카탈루냐어(Catalan) 사용자의 자의식을 증진하는 만틴크 엘 카탈라(Mantinc el català)가 있다.

## 한계
자기주장훈련은 불균형하게 특히 훈련 과정에 새로운 사람에게 불균형하게 이뤄질 수 있다. "자기주장 개념의 한 가지 문제는 복잡하고 상황 특정적이라는 것이다. ... 한 상황에서의 자기주장적 행동들은 다른 상황에서는 그렇지 않을 것이다." 더 특별히, "비자기주장은 일련의 문제들을 자초하지만, 과자기주장은 다른 하나의 문제를 만든다." 자기주장 매뉴얼은 "많은 사람들은 처음 자기주장적 행동을 시도하려 할 때에 너무 멀리 가서 공격적이 된다"는 것을 인정하고 있다.
1970년대 후반에서 1980년대 초, 자기주장훈련이 한창일 때에 일부 자기주장훈련 기법이라고 하는 것은 왜곡되어 있었고 "사람들은 자기주장이라는 미명하에 아주 역겨운 짓을 하라고 들었다. 일례로 원하는 것을 얻을 때까지 거듭하여 요구를 공허하게 반복하라는 것이 있다." 타인 권리 존중과는 거리가 있는 이른바 자기주장 기법이라고 자칭하는 것은 꾸준히 오용될 심리학적 도구가 될 수 있다. 강압적 잔소리(coercive nagging), 정서적 블랙메일, 집단 괴롭힘에 맞서 사용하는, 제재와 함께 사용하는 반복 요구(깨진 레코드 기법)는 좋은 것이 될 수 있으며, "원하는 것을 얻는 방법에 관한 훈련 ... 혹은 다른 사람만큼 공격적이 될 수 있는 방법"으로서 자기주장훈련을 어설프게 모방한 것은 계속되었다.

## 중립적 의사 표현
스스로 중립적으로 고려하는 자기 주장은 공격적이지 않으면서 자기 확신과 자신감을 갖는 특성이다. 심리학과 심리 치료 분야에서 학습할 수 있는 기술이자 의사 소통의 방식이다. 돌랜드 의학 사전(Dorland's Medical Dictionary)은 '주장'(Assertiveness)을 다음과 같이 정의한바있다.
a form of behavior characterized by a confident declaration or affirmation of a statement without need of proof; this affirms the person's rights or point of view without either aggressively threatening the rights of another (assuming a position of dominance) or submissively permitting another to ignore or deny one's rights or point of view
증명이 필요없는 진술에 대한 확신 선언 또는 확인을 특징으로하는 행동의 형태이며 이것은 다른 사람의 권리를 공격적으로 위협하지 않으며 (지배적인 위치를 가정하여) 다른 사람이 자신의 권리나 관점을 무시하거나 거부하도록 복종적으로 허용하지 않고 그 사람의 권리 또는 관점을 긍정한다.

## 같이 보기
- 상호억제
- 심리조종
- 역할수행이론
- 자기인식이론